# 北機廠 (高雄)

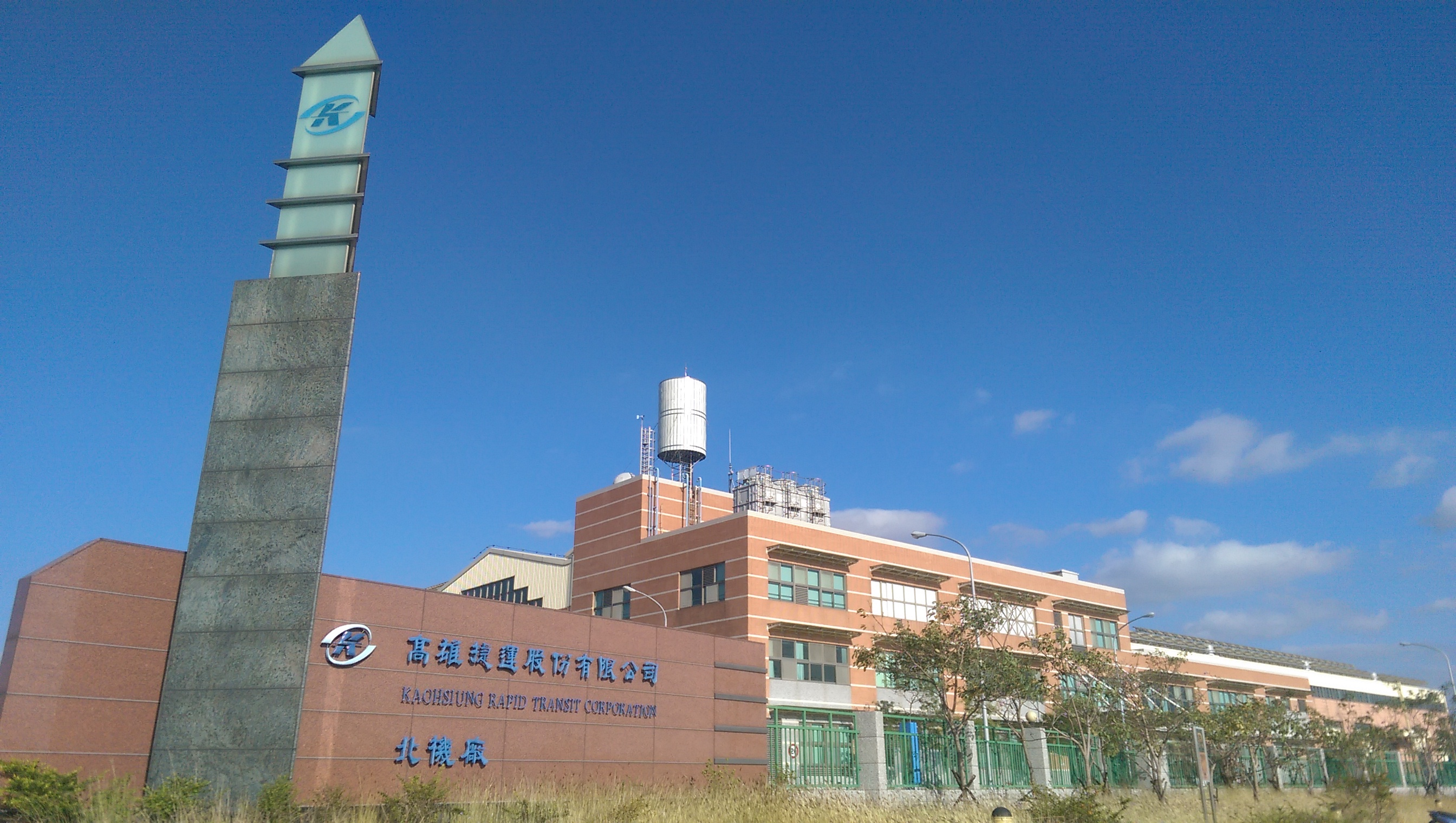
高雄捷運公司北機廠正門

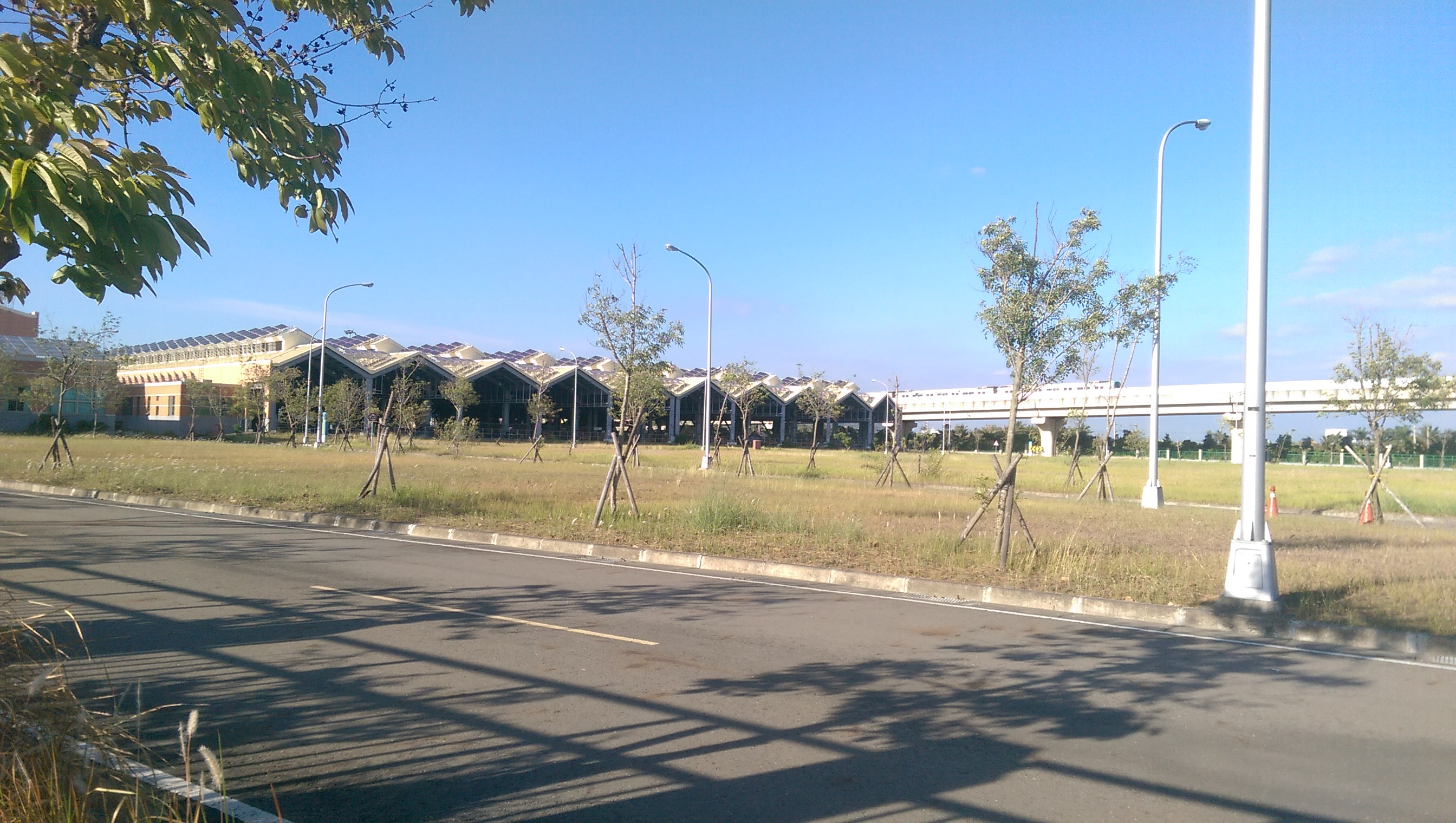
北機廠南側

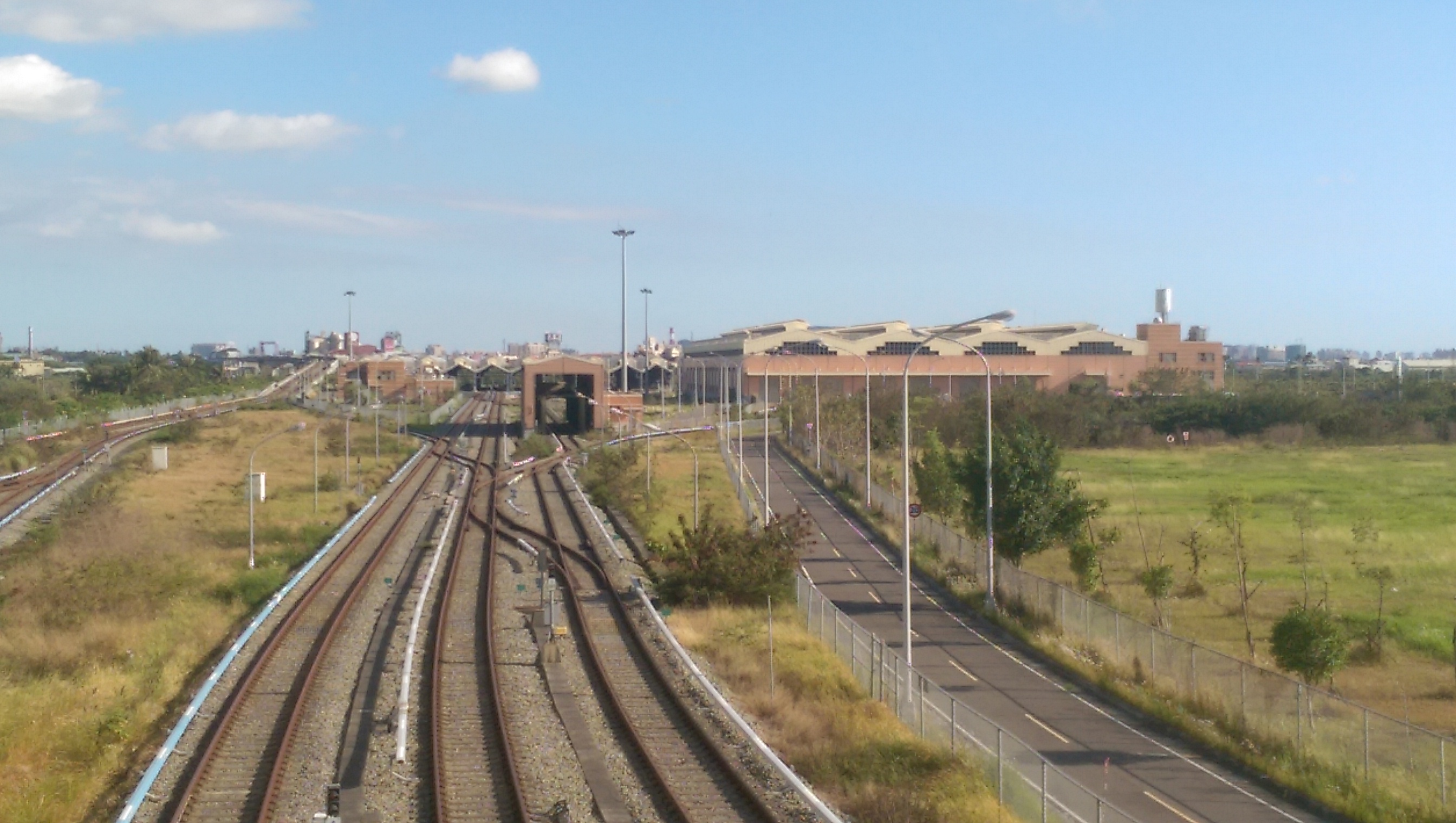
於岡山高醫站由北向南看北機廠

北機廠，亦稱岡山機廠，代號CD3，是高雄捷運紅線的兩座機廠之一，為三級修護廠，位於高雄市岡山區及橋頭區兩區交界，並於其中設有岡山高醫站，地址是高雄市橋頭區成功北路500號。

## 概要
- 位置：北機廠位於高雄捷運紅線北端，跨越高雄市岡山區及橋頭區2個行政區，在高雄市岡山文化中心東南側[1]。
- 規模：三級修護廠。
- 面積：34公頃，包含維修機廠、車站、道路共24.4公頃及商業開發使用面積為9.6公頃。

## 歷史
- 2008年3月9日，北機廠隨高雄捷運紅線通車投入運用。
- 2010年9月19日，因凡那比颱風侵襲，北機廠積水達30公分，造成20多個轉轍器進水故障，沾滿污泥無法使用，事後已全數更換。
- 2011年3月22日，高雄捷運與和春紀念醫院簽約，承租北機廠土地26年，作為醫院及照護機構，投資金額約新臺幣2億元[2]。
- 2012年12月23日，北機廠內的南岡山站通車[3]。
- 2013年4月25日，和春紀念醫院開工動土，預計於2014年7月落成啟用，將提供岡山、路竹及鄰近北高雄地區優質醫療及安養照護服務[4]。
- 2014年12月31日，和春護理之家落成啟用。
- 2016年7月13日，高雄捷運與高雄醫學院附設醫院簽約，約3.2公頃的土地興建高醫岡山醫院[5]。
- 2017年12月25日，高醫岡山醫院開工動土，預計最快2020年完工[6]。
- 2018年8月2日，高雄捷運北機廠所在的9.2公頃北機廠開發區，最後4.2公頃土地，昨也宣布招商成功，開發率達百分之百。高雄市政府、高捷公司、達麗米樂公司於高雄市政府簽署三方合約，達麗米樂公司將進駐高捷北機廠開發區，投資新台幣約二十億元打造複合式休閒娛樂購物廣場，基地面積4.2公頃，樓地板面積1.6萬坪的複合式休閒娛樂購物廣場，提供影視娛樂、主題商店、特色餐飲、文創市集等。達麗米樂公司將攜手秀泰影城設立高雄第一個影城據點，將接軌國際引進最新放映設備，並打造高雄最大廳高15米的4K雷射「超級巨幕廳」，容納14至15廳。預計明年動工、2021年開幕[7][8]。